# Нову-Жардин

Нову-Жардин на карте штата.

Нову-Жардин (порт. Novo Jardim) — муниципалитет в Бразилии, входит в штат Токантинс. Составная часть мезорегиона Восточный Токантинс. Входит в экономико-статистический микрорегион Дианополис. Население составляет  2 457 человек на 2010 год. Занимает площадь 1 309,665 км². Плотность населения — 1,88 чел./км².

## Демография
Согласно сведениям, собранным в ходе переписи 2010 г. Национальным институтом географии и статистики (IBGE), население муниципалитета составляет:
| Полное население                               | Полное население                               | Полное население                               | Полное население                               | 2 457 |
| ---------------------------------------------- | ---------------------------------------------- | ---------------------------------------------- | ---------------------------------------------- | ----- |
| в том числе:                                   | Городское население                            | 1 776                                          | Процент городского населения, %                | 72,28 |
|                                                | Сельское население                             | 681                                            | Процент сельского населения, %                 | 27,72 |
|                                                | Мужское население                              | 1 277                                          | Процент мужского населения, %                  | 51,97 |
|                                                | Женское население                              | 1 180                                          | Процент женского населения, %                  | 48,03 |
| Плотность населения, чел/км²                   | Плотность населения, чел/км²                   | Плотность населения, чел/км²                   | Плотность населения, чел/км²                   | 1,88  |
| Население муниципалитета в % к населению штата | Население муниципалитета в % к населению штата | Население муниципалитета в % к населению штата | Население муниципалитета в % к населению штата | 0,18  |

По данным оценки 2016 года население муниципалитета составляет 2 650 жителей.

## Статистика
- Валовой внутренний продукт на 2003 составляет 6.690.087,00 реалов (данные: Бразильский институт географии и статистики).
- Валовой внутренний продукт на душу населения на 2003 составляет 2.782,90 реалов (данные: Бразильский институт географии и статистики).
- Индекс развития человеческого потенциала на 2000 составляет 0,652 (данные: Программа развития ООН).

## Важнейшие населенные пункты
| № | Населённый пункт | Населённый пункт (порт.) | Категория | Население чел. (2010) | На карте                        |
| - | ---------------- | ------------------------ | --------- | --------------------- | ------------------------------- |
| 1 | Нову-Жардин      | Novo Jardim              | город     | 1 776                 | 11°49′08″ ю. ш. 46°37′30″ з. д. |
| 2 | Амаралина        | Amaralina                | поселок   | 188                   | 11°42′51″ ю. ш. 46°44′30″ з. д. |